# Microdon nigrocyaneus
Microdon nigrocyaneus är en tvåvingeart som beskrevs av Hull 1964. Microdon nigrocyaneus ingår i släktet myrblomflugor, och familjen blomflugor. Inga underarter finns listade i Catalogue of Life.